# Progomphus australis
Progomphus australis är en trollsländeart som beskrevs av Belle 1973. Progomphus australis ingår i släktet Progomphus och familjen flodtrollsländor. Inga underarter finns listade i Catalogue of Life.